# 亨茨維爾 (伊利諾伊州)
亨茨維爾（英語：Huntsville）是位於美國伊利諾伊州斯凱勒縣的一個非建制地區。該地的面積和人口皆未知。

## 地理
亨茨維爾的座標為40°11′28″N 90°51′52″W / 40.19111°N 90.86444°W，而該地的平均海拔高度為201米（即659英尺）。